# Sur (periodico)

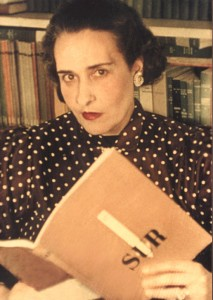
Victoria Ocampo

Sur fa riferimento sia alla rivista letteraria argentina fondata da Victoria Ocampo nel 1931, sia alla casa editrice con lo stesso nome che nacque due anni dopo, fondata sempre dalla Ocampo.
Victoria Ocampo ne era la principale finanziatrice. 
La rivista fu sostenuta dal filosofo spagnolo José Ortega y Gasset; a testimonianza della sua collaborazione molti dei primi numeri di Sur riportano il colophon della Revista de Occidente, curata da Ortega y Gasset.

## Rivista
La rivista ebbe tra i suoi collaboratori, talvolta redattori: Jorge Luis Borges, Adolfo Bioy Casares, Guillermo de Torre, cognato spagnolo di Borges, Pelegrina Pastorino e, tra i rari scrittori esteri, Pierre Drieu La Rochelle.
Come segretari di redazione vi furono Guillermo de Torre, José Bianco, Jorge Luis Borges, Raimundo Lida, Ernesto Sabato, María Luisa Bastos, "Péle" Pelegrina Pastorino, Nicolas Barrios Lynch e Enrique Pezzoni.
Il primo numero della rivista uscì nell'estate del 1931 e il suo ultimo numero fu pubblicato nel 1992. In questi 61 anni furono pubblicati 371 fascicoli. 
Negli ultimi ventisei anni, i numeri della rivista uscirono meno frequentemente: tra il 1931 e il 1966 furono pubblicati 305 numeri, mentre nei seguenti 26 anni ne uscirono solo 67.

### Tendenza  politica
La rivista ebbe un chiaro profilo antinazista, antifascista e antifrachista, e celebrò la vittoria degli alleati nella Seconda guerra mondiale. Parallelamente prese un chiaro profilo antiperonista, e festeggiò la caduta del governo di Juan Domingo Perón avvenuta in seguito al golpe militare della Revolución Libertadora nel 1955. Successivamente, nacquero divergenze di opinione che sfociarono nell'allontanamento di José Bianco dal ruolo di segretario di redazione a causa della sua partecipazione come giurato nel Premio Casa de las Americas.

#### Peronismo
Rispetto al peronismo, i membri ebbero una chiara tendenza antiperonista, tanto che venne interpretata dai teorici del peronismo come una supposta tendenza antinazionale, europeista e pro-americana.